# Keilschleiche
Die Keilschleiche (Chalcides sepsoides, Synonyme: Scincus sepsoides (Audouin, 1829), Sphenops sepsoides (Audouin, 1829), Sphenops capistratus (Wagler, 1830)), auch als Keilskink oder Keilkopfskink bezeichnet, ist eine lebendgebärende Art der Skinke in der Familie Scincidae. Sie kommt in sandigen Gebieten und Dünen vor, einschließlich offener Steppe und Buschland mit sandigem Boden, in Tunesien, Libyen, Ägypten, Israel, Jordanien und den Palästinensergebieten ist sie weitverbreitet.

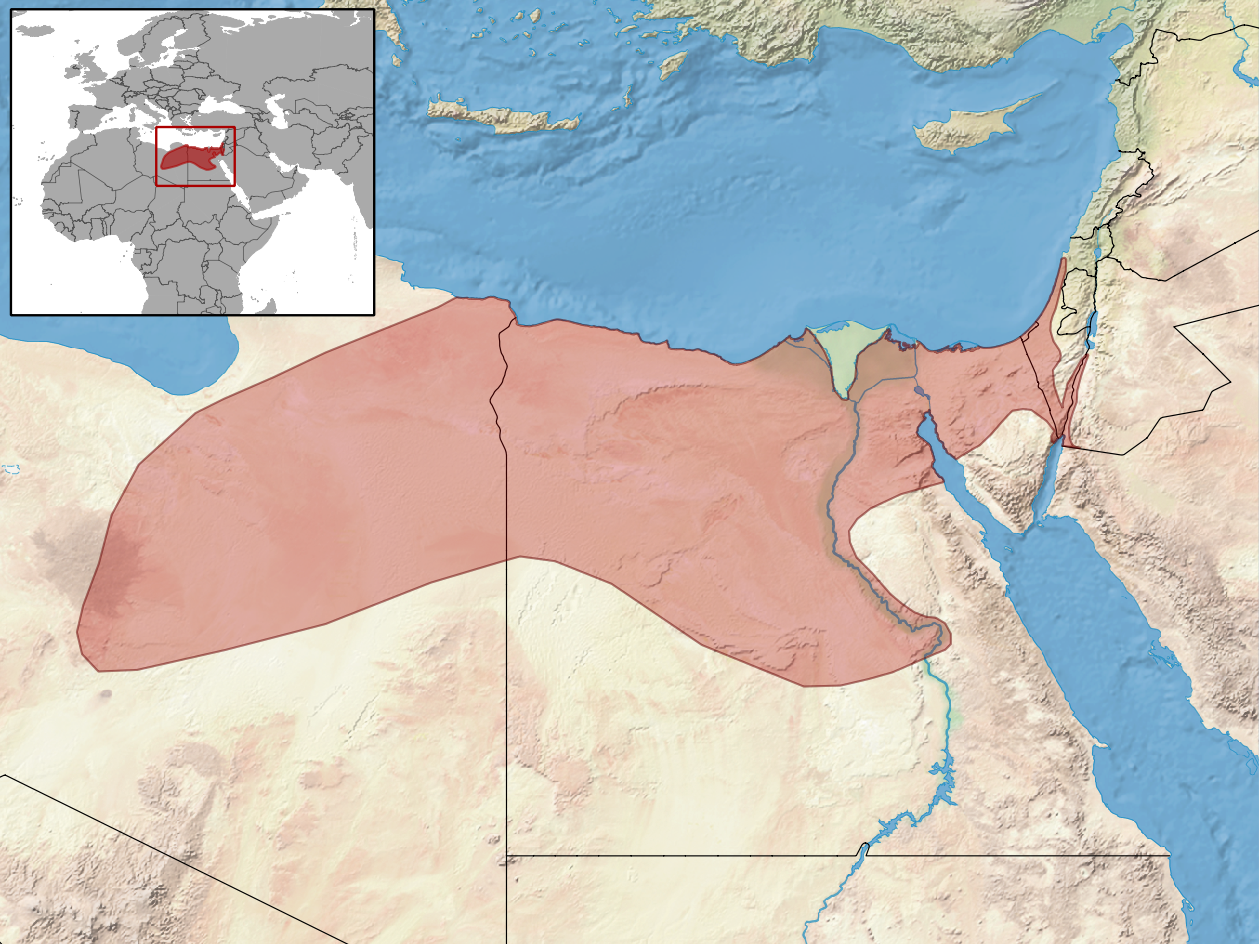
Geographische Verbreitung der Keilschleiche

## Lebensweise
Die Keilschleiche bewegt sich sehr effizient wie „schwimmend“ unter dem Sand. Man sieht sie selten auf dem Boden. Eine übliche Fangmethode besteht darin, durch Sanddünen nahe an den Fußstöcken von Büschen zu graben, weil es ihre bevorzugte Fluchttaktik ist, sich in den Sand einzugraben. Ihre Glieder sind stark reduziert in Adaptation an diese Art von grabender Bewegung. Daher wird sie als sandspezialist angesehen. Sie ist im Sommer nachtaktiv, im Winter temporaler Spezialist.

## Habitat und Arterhaltung
Es handelt sich um eine weitverbreitete Spezies, die allerdings lokal durch Habitatverlust, Übergrasung und kommerzielle Fänge gefährdet sein kann, obwohl keines dieser Risiken als besonders schwerwiegend angesehen wird. Die Population der Spezies ist stabil.